# 洛克威林蔭路車站
洛克威林蔭路車站（英語：Rockaway Boulevard station）是紐約地鐵IND福爾頓街線的一個地鐵站，位於皇后區臭氧公園的洛克威林蔭路、伍德哈芬及跨灣林蔭路與自由大道，設有A線（任何時候停站）列車服務，另外在2016和2017年的週末夏天日間還有洛克威公園接駁線服務。

## 車站結構
| P 月台層 | 側式月台，右側開門 | 側式月台，右側開門 |
| P 月台層 | 北行               | 往英伍德-207街（88街） · 深夜接駁線往尤克利德大道（88街）                                                             |
| P 月台層 | 尖峰特快           | 無服務 |
| P 月台層 | 南行               | 往勒弗茲林蔭路/遠洛克威（深夜除外）/洛克威公園（黃昏尖峰時段）（水管-北導管大道） · 深夜接駁線往勒弗茲林蔭路（104街） |
| P 月台層 | 側式月台，右側開門 | |
| M        | 夾層               | 閘機、車站詢問處 |
| G        | 街道層             | 出入口 |

此站設有兩個側式月台和三條軌道。中央軌道不營運。
此站也是由曼哈頓開出的A線列車站當中最後一個所有支線列車都停靠的車站。此站月台東面起路線分支成兩條。往勒弗茲林蔭路繼續沿自由大道東行，而往洛克威的列車分支轉向南前往霍華德海灘、牙買加灣、寬水道和洛克威。

## 外部連結
- nycsubway.org—IND Fulton: Rockaway Boulevard
- Station Reporter — A Lefferts
- Station Reporter — A Rockaway
- The Subway Nut — Rockaway Boulevard Pictures （页面存档备份，存于）
- 94th Street/Rockaway Boulevard entrance from Google Maps Street View
- 96th Street/Cross Bay Boulevard — Woodhaven Boulevard entrance from Google Maps Street View
- Platforms from Google Maps Street View